# S-Torpedoboote (1884)
SMS S 1 bis SMS S 6 waren Torpedoboote I. Klasse der deutschen Kaiserlichen Marine. Diese erhielten zusätzlich die Bezeichnung Nr. XXVIII bis Nr. XXXIII.

## Technische Daten
Der Rumpf der S-Torpedoboote bestand aus einem unverzinkten Querspantbau-Stahlbau.
Die stehende 3-Zylinder-3-fach-Expansionsmaschine konnte bei voller Beladung des Bootes, u. a. mit max. 18,2 t Kohle, 1400 sm bei 10 kn zurücklegen. Der Lok-Kessel konnte 12 atü zur Verfügung stellen. Zusätzlich stand noch ein Segel mit 22,5 m² zur Verfügung und das Boot besaß zwei Masten mit Stützsegel.
Die S-Torpedoboote besaßen ein ovalen Schornstein und galten als seetüchtig.
Ab dem Torpedoboote S 2 wurden alle anderen mit einer zusätzlichen Revolverkanone mit 180 Schuss ausgestattet.

## S 1
Der Stapellauf und die Indienststellung des Bootes erfolgte am 24. Mai 1884 als S 1 (zusätzliche Bezeichnung Nr. XXVIII). Zuletzt wurde es als Hafentorpedoboot eingesetzt. Etwas gegen 1896 wurde das Boot aus der Liste der Kriegsschiffe gestrichen.
Von Anfang Mai 1885 bis Anfang November 1885 war Hugo Emsmann Kommandant des Bootes.
1905 wurde die Maschine von S 1 an das Deutsche Museum in München übergeben.

## S 2
Der Stapellauf des Bootes erfolgte am 12. Mai 1884 als S 2 (zusätzliche Bezeichnung Nr. XXIX) und die Indienststellung am 24. Mai 1884. Zuletzt wurde es als Hafentorpedoboot eingesetzt. Am 10. September 1904 wurde das Boot aus der Liste der Kriegsschiffe gestrichen und diente später als Torpedofangboot.
Ab 1908 erfolgte der Einsatz als Sprengboot. Am 11. November 1910 wurde hieraus T 2.
1915 wurde es auf der Kaiserlichen Werft Kiel abgebrochen.
Mit Unterbrechungen war der spätere Konteradmiral Ludwig Bruch vom 9. August 1890 bis 13. Juli 1891 Kommandant des Bootes.

## S 3
Der Stapellauf des Bootes erfolgte am 9. Mai 1884 als S 3 (zusätzliche Bezeichnung Nr. XXX) und die Indienststellung am 9. Juli 1884. Am 15. Januar 1900 wurde das Boot aus der Liste der Kriegsschiffe gestrichen und diente dann als Heizboot.
Von Oktober 1888 bis Ende April 1889 war der Leutnant zur See Gerhard Gerdes Kommandant des Schiffs.
Am 11. November 1910 wurde hieraus T 3 und wurde als Sprengboot eingesetzt.
Am 9. Juli 1921 wurde das Boot zum Verkauf freigegeben und später in Wilhelmshaven abgebrochen.

## S 4
Der Stapellauf und Indienststellung des Bootes erfolgte am 5. Mai 1884 als S 4 (zusätzliche Bezeichnung Nr. XXXI). Am 1. Juli 1897 wurde das Boot aus der Liste der Kriegsschiffe gestrichen und diente dann als Zielboot der Küstenartillerie.
1902 wurde es für 302 Mark verkauft und später in Hamburg abgebrochen.

## S 5
Der Stapellauf des Bootes erfolgte am 7. September 1884 als S 5 (zusätzliche Bezeichnung Nr. XXXII), die Indienststellung ein Tag später. Am 6. November 1899 wurde das Boot aus der Liste der Kriegsschiffe gestrichen und diente dann als Zielboot der Küstenartillerie.
1909 wurde es für 261 Mark verkauft und später in Hamburg abgebrochen.
Kommandant des Bootes war u. a. der spätere Konteradmiral Wilhelm Höpfner.

## S 6
Der Stapellauf und die Indienststellung des Bootes erfolgte am 26. September 1884 als S 6 (zusätzliche Bezeichnung Nr. XXXIII). Am 6. November 1899 wurde das Boot aus der Liste der Kriegsschiffe gestrichen und diente dann als Zielboot der Küstenartillerie.
1894 war der Leutnant zur See Robert Mischke Kommandant von S 6.
1909 wurde es für 311 Mark verkauft und später in Hamburg abgebrochen.